# Jristo Marinov
Jristo Marinov –en búlgaro, Христо Маринов– (Stara Zagora, 14 de marzo de 1987) es un deportista búlgaro que compite en lucha grecorromana. Ganó una medalla de oro en el Campeonato Mundial de Lucha de 2010 y dos medallas en el Campeonato Europeo de Lucha, oro en 2012 y bronce en 2011.

## Palmarés internacional
| Campeonato Mundial | Campeonato Mundial  | Campeonato Mundial | Campeonato Mundial |
| Año                | Lugar               | Medalla            | Categoría          |
| ------------------ | ------------------- | ------------------ | ------------------ |
| 2010               | Moscú (Rusia)       | Medalla de oro     | 84 kg              |
| Campeonato Europeo |                     |                    |                    |
| Año                | Lugar               | Medalla            | Categoría          |
| 2011               | Dortmund (Alemania) | Medalla de bronce  | 84 kg              |
| 2012               | Belgrado (Serbia)   | Medalla de oro     | 84 kg              |